# Tolkāppiyam
Tolkāppiyam, também romanizado como Tholkaappiyam (em tâmil:  தொல்காப்பியம், literalmente "poema antigo" ), é o mais antigo texto de gramática tâmil existente e a mais antiga obra longa existente da literatura tâmil. É o texto tâmil mais antigo que menciona deuses, talvez ligados a divindades hindus.
Não há nenhuma evidência sólida para atribuir a autoria deste tratado a qualquer autor. Há uma tradição de crença de que foi escrito por um único autor chamado Tolkappiyar, um discípulo do sábio védico Agástia mencionado no Rigveda (1500–1200 a.C.).
Os manuscritos sobreviventes do Tolkappiyam consistem em três livros (atikaram), cada um com nove capítulos (iial), com um total acumulado de 1.610 (483+463+664) sutras na métrica nūṛpā . É um texto abrangente sobre gramática e inclui sutras sobre ortografia, fonologia, etimologia, morfologia, semântica, prosódia, estrutura de sentença e o significado do contexto na linguagem. Mayyon como Vixnu, Seyyon como Escanda, Vendhan como Indra, Varuna e Kotṟavai como Devi ou Bagavathi são os deuses mencionados.
O Tolkappiyam é difícil de datar. Alguns membros da tradição tâmil colocam o texto no mítico segundo sangam, variando no primeiro milênio a.C. ou antes. Os estudiosos situam o texto muito mais tarde e acreditam que ele evoluiu e se expandiu ao longo do tempo. De acordo com Nadarajah Devapoopathy, a camada mais antiga do Tolkappiyam foi provavelmente composta entre os séculos II e I a.C., e as versões manuscritas existentes fixadas por volta do século 5 d.C. O ur-texto do Tolkappiyam provavelmente se baseou em alguma literatura desconhecida e ainda mais antiga. O Tolkappiyam pertence ao segundo período sangam.
Iravatham Mahadevan data o Tolkappiyam não antes do século II d.C., pois menciona que o puḷḷi é parte integrante da escrita tâmil. O puḷḷi (um sinal diacrítico para distinguir consoantes puras de consoantes com vogais inerentes) só se tornou predominante nas epígrafes tâmeis após o século II d.C. De acordo com o linguista S. Agesthialingam, Tolkappiyam contém muitas interpolações posteriores, e a linguagem mostra muitos desvios consistentes com o antigo tâmil tardio, em vez dos antigos poemas de Eṭṭuttokai e Pattuppāṭṭu.
O Tolkappiyam contém versos aforísticos organizados em três livros – o Eluttatikaram ("Eluttu", que significa "letra, fonema"), o Sollatikaram ("Sol", que significa "Som, palavra") e o Porulatikaram ("Porul", que significa "assunto", isto é, prosódia, retórica, poética). O Tolkappiyam inclui exemplos para explicar suas regras, e esses exemplos fornecem informações indiretas sobre a antiga cultura tâmil, sociologia e geografia linguística. É mencionado pela primeira vez pelo nome no Akapporul de Iraiyanar – um texto do século VII ou VIII – como uma referência oficial, e o Tolkappiyam continua sendo o texto oficial na gramática tâmil.